# Мачеха

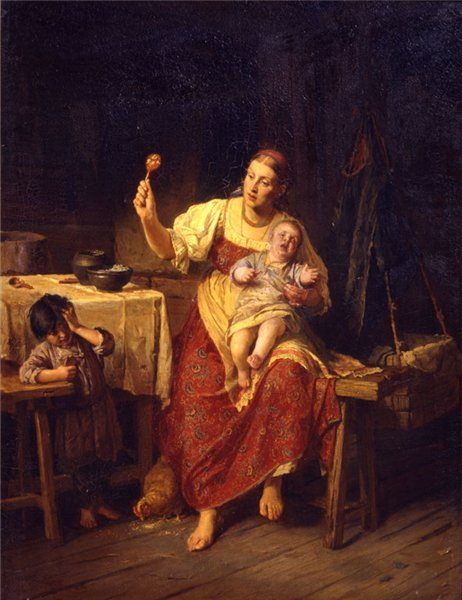
Мачеха. Фирс Журавлёв, 1874

Ма́чеха — неродная мать, женщина в семье, жена своего супруга в отношении к его детям, имеющимся у него от предыдущего брака (для мужчины аналогичным термином является термин «отчим»).
По отношению к мачехе неродные дети именуются «пасынок» («пасынки») или «падчерица» («падчерицы»).
В случае, когда дети являются неродными для обоих родителей, чаще всего употребляют термин «приёмная мать», либо просто «мать».

## Права и обязанности
В законодательстве многих стран мира, включая Россию, мачеха не обладает личными правами и обязанностями по отношению к пасынкам и падчерицам, если они не были ею усыновлены или не стали её приёмными детьми. Все права и обязанности, если они не были ограничены судебным порядком, сохраняет родная мать.

## Образ мачехи в фольклоре
У различных народов существуют сказки про злую мачеху. Как правило, в них злая мачеха хочет избавиться от своей юной падчерицы, задаёт ей много работы, выгоняет её из дому (в сказке про Белоснежку злая мачеха приказывает убить свою падчерицу), но падчерица торжествует в конце сказки благодаря своей скромности, доброте, состраданию, трудолюбию, терпению.